# Пятёрочка
«Пятёрочка» — российская сеть продовольственных магазинов «у дома» в составе компании X5 Group. Объединяет более 23 000 магазинов, обслуживаемых более 40 распределительными центрами по итогу 2025 года.

## История

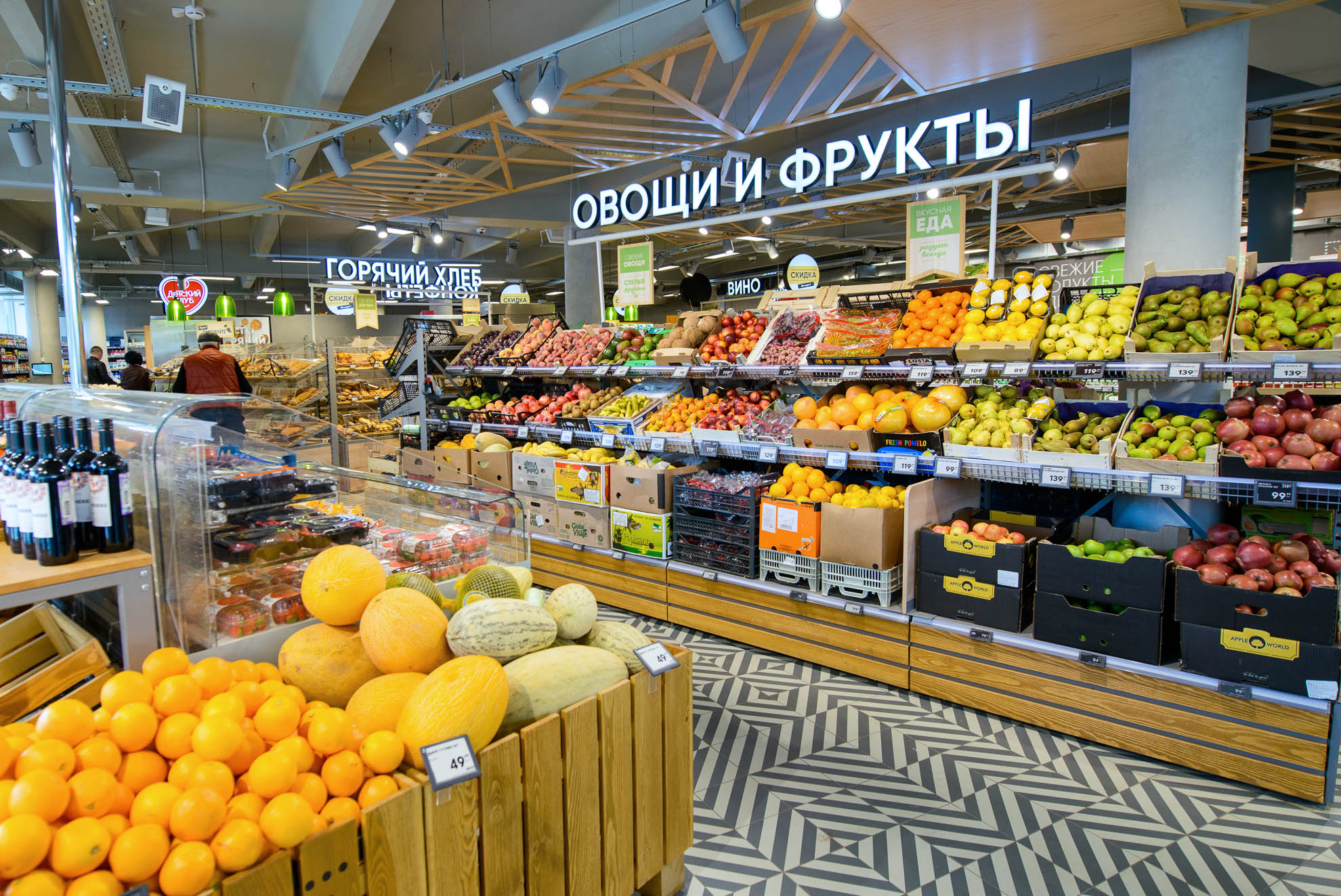
Московский универсам «Пятёрочка» в новой концепции 2019 года: интерьер

Первый магазин торговой сети открылся в 1999 году в Санкт-Петербурге. В 2001 году она вышла на московский рынок. В 2002 году сеть стала развивать франчайзинговую программу.
В 2004 году открыт сотый магазин. В 2005 году компания Pyaterochka Holding N. V. провела IPO на Лондонской фондовой бирже.
В феврале 2005 года торговая сеть приобрела права на мультфильм «Ну, погоди!» и даже выпустила впоследствии две новые серии — 19-ю в 2005 и 20-ю в 2006 годах, которые снял режиссёр Алексей Котёночкин, сын знаменитого Вячеслава Котёночкина.
В 2006 году произошло слияние торговых сетей «Пятёрочка» и «Перекрёсток», образована компания X5 Retail Group, при этом название торговой сети сохранено.
В 2010 году X5 приобрёл торговую сеть «Копейка» — более 660 универсамов и 7 распределительных центров. Все приобретённые универсамы были ребрендированы в «Пятёрочки».
В январе 2013 года X5 заключил лицензионный договор с Оргкомитетом «Сочи-2014». В соответствии с ним компания стала официальным оператором розничных продаж Зимних Олимпийских игр 2014 года в Сочи и предложила покупателям около 1000 наименований товаров с олимпийской символикой «Сочи-2014» во всех «Пятёрочках» страны.
В 2013 году была запущена первая программа обновления магазинов сети, в ассортименте появилось больше скоропортящейся продукции, снижена плотность расстановки продуктов на прилавках, в некоторых магазинах появились открытые витрины на фасадах.
В 2015 году «Пятёрочка» стала мировым рекордсменом по скорости роста в форматах «магазин у дома» и «продовольственный дискаунтер».
В 2019 году в магазинах сети появились «Островки безопасности», совместный проект поисково-спасательного отряда «ЛизаАлерт» и «Центра поиска пропавших людей».
С 2019 года «Пятёрочка» развивает экспресс-доставку из своих магазинов, оформить заказ можно в мобильном приложении сети либо через наиболее известные и популярные агрегаторы.
С конца 2019 года торговая сеть начала открывать магазины новой концепции, учитывая ожидания покупателей, современные тренды дизайна и внутренней архитектуры.
В начале 2020 года Пятёрочка выкупила воронежскую сеть супермаркетов Пятью Пять. 56 магазинов были ребрендированы обратно в Пятёрочку и Перекрёсток.
В 2020 году «Пятёрочка» была признана самым востребованным и любимым брендом потребителей во время пандемии COVID-19 в России. Об этом свидетельствуют данные исследования консалтинговой компании The Boston Consulting Group (BCG) и исследовательского холдинга «Ромир» «Российские потребители — новая реальность».
По результатам 2022 года «Пятёрочка» заняла третье место по объёму продаж горячего кофе в России. За год в сети было продано более 15 миллионов чашек горячего кофе, что составило 3,2 % от общего рынка горячих напитков.
В марте 2023 года «Пятёрочка» вышла на Дальний Восток. Сейчас торговая сеть представлена в 68 регионах России.
В августе 2023 года компания X5 Group совместно со «Сбером» объявили о запуске новой системы оплаты. Теперь покупатели могут расплачиваться на кассах самообслуживания «улыбкой».
В 2023 году сеть обновила ключевое ценностное предложение с фокусом на низкие цены и вернула легендарный слоган «Пятёрочка выручает!».
2023 год — «Пятёрочка» несколько лет подряд возглавляет рейтинг любимых брендов россиян в категории продуктовых магазинов.
В 2024 году первые магазины «Пятёрочка» по программе обратной мастер-франшизы появились в новых регионах — Якутии и Забайкальском крае.

### Присутствие за рубежом
В 2004 году «Пятёрочка» пришла по франшизе на Украину, в планах было открытие не менее 30 магазинов. Весной 2007 года Х5 расторг договор с франчайзи, к тому моменту местная сеть уже объединяла 23 универсама.
В 2004 году «Пятёрочка» вышла по франшизе в Казахстан: было открыто 5 универсамов в Алма-Ате, а также транспортно-складской комплекс, центральный офис, учебный центр. До конца 2005 года предусматривалось создание сети, состоящей из 30 универсамов экономкласса. В 2007 году договор с франчайзи был расторгнут и был проведён ребрендинг казахстанской сети (к тому моменту состояла из 33 универсамов) в сеть супермаркетов «7’Я».

## Транспортировка
«Пятёрочка» в основном закупает грузовые автомобили Isuzu Forward.

## Руководство
- С 1999 по 2004 годы — Сергей Лепкович[38].[уточнить]
- С 2004 по 2012 годы — Олег Высоцкий[39].
- С 2012 по 2013 годы — Френк Мрос[40][41].
- С мая 2013 года по апрель 2018 года — Ольга Наумова[40][41][42].
- С апреля по июнь 2018 — Игорь Шехтерман (главный исполнительный директор X5 Retail Group, исполнял также обязанности генерального директора торговой сети «Пятёрочка»)[42].
- С июня 2018 года по январь 2022 года — Сергей Гончаров[43][44].
- С января 2022 года — Владислав Курбатов[45].

## Социальные и экологические инициативы
В рамках стратегии устойчивого развития X5 Group «Пятёрочка» активно реализует различные социальные и экологические инициативы. Оказывать поддержку нуждающимся адресно и системно сети позволяет совместная работа с благотворительными фондами и профильными организациями. Почти за 9 лет существования проекта «Корзина доброты» помощь получили свыше 700 тысяч благополучателей, а ещё более 70 тысячам нуждающимся сеть помогла за последние 1,5 года благодаря развитию проекта фудшеринга.
«Островок безопасности», реализуемый совместный с поисково-спасательным отрядом «ЛизаАлерт» и «Центром поиска пропавших людей», уже помог вернуться к близким более 5 тысячам потерявшихся и дезориентированных людей. Почти 300 человек среди них — дети.
С 2014 года торговая сеть перечисляет средства, вырученные от продажи «Конфеты доброты» в фонд «Линия жизни». Благодаря этому 209 тяжелобольных детей получили адресную помощь.
Торговая сеть продолжает развивать проект «Центры местного сообщества» для возрождения культуры добрососедства и взаимопомощи. Проект представляет собой площадки, которые создаются на территории магазинов и дают местным жителям возможность для реализации разнообразных социальных и культурных инициатив. За последние 3 года количество таких центров увеличилось до 1 350 в 32 регионах страны, их активными участниками стали более 9 миллионов человек.
Осенью 2019 года в магазинах сети появились покупательские корзины из переработанного пластика и фандоматы по приёму пластиковой и алюминиевой тары для последующей переработки, а также начали продаваться многоразовые мешки для взвешивания овощей и фруктов.

## Показатели деятельности
По итогам 2023 года под управлением X5 находилось 21 308 магазинов «у дома» «Пятёрочка», чистая розничная выручка торговой сети достигла 2,491 трлн рублей.
| Ключевые показатели торговой сети (по состоянию на конец года) | Ключевые показатели торговой сети (по состоянию на конец года) | Ключевые показатели торговой сети (по состоянию на конец года) | Ключевые показатели торговой сети (по состоянию на конец года) | Ключевые показатели торговой сети (по состоянию на конец года) | Ключевые показатели торговой сети (по состоянию на конец года) | Ключевые показатели торговой сети (по состоянию на конец года) | Ключевые показатели торговой сети (по состоянию на конец года) | Ключевые показатели торговой сети (по состоянию на конец года) | Ключевые показатели торговой сети (по состоянию на конец года) | Ключевые показатели торговой сети (по состоянию на конец года) | Ключевые показатели торговой сети (по состоянию на конец года) | Ключевые показатели торговой сети (по состоянию на конец года) | Ключевые показатели торговой сети (по состоянию на конец года) |
| -------------------------------------------------------------- | -------------------------------------------------------------- | -------------------------------------------------------------- | -------------------------------------------------------------- | -------------------------------------------------------------- | -------------------------------------------------------------- | -------------------------------------------------------------- | -------------------------------------------------------------- | -------------------------------------------------------------- | -------------------------------------------------------------- | -------------------------------------------------------------- | -------------------------------------------------------------- | -------------------------------------------------------------- | -------------------------------------------------------------- |
| Показатель / Год                                               | 2010                                                           | 2011                                                           | 2012                                                           | 2013                                                           | 2014                                                           | 2015                                                           | 2016                                                           | 2017                                                           | 2018                                                           | 2019                                                           | 2021                                                           | 2022                                                           | 2023                                                           |
| Количество магазинов                                           | ▲ 2052*                                                        | ▲ 2525                                                         | ▲ 3220                                                         | ▲ 3882                                                         | ▲ 4789                                                         | ▲ 6265                                                         | ▲ 8363                                                         | ▲ 11 225                                                       | ▲ 13 522                                                       | ▲ 15 354                                                       | ▲ 17 972                                                       | ▲ 19 164                                                       | ▲ 21 308                                                       |
| Торговые площади, тыс. м²                                      | ▲ 881                                                          | ▲ 996                                                          | ▲ 1191                                                         | ▲ 1414                                                         | ▲ 1754                                                         | ▲ 2423                                                         | ▲ 3329                                                         | ▲ 4426                                                         | ▲ 5291                                                         | ▲ 5975                                                         | ▲ 7048                                                         | ▲ 7497                                                         | ▲ 8339                                                         |
| Чистая розничная выручка, млрд руб.                            | ▲ 194,8                                                        | ▲ 282,8                                                        | ▲ 317,7                                                        | ▲ 348,4                                                        | ▲ 435,8                                                        | ▲ 585,4                                                        | ▲ 775,6                                                        | ▲ 1001                                                         | ▲ 1198                                                         | ▲ 1367                                                         | ▲ 1793                                                         | ▲ 2122                                                         | ▲ 2491                                                         |
| Количество посещений покупателями, млн                         | ▲ 831                                                          | ▲ 1211                                                         | ▲ 1353                                                         | ▲ 1450                                                         | ▲ 1645                                                         | ▲ 1990                                                         | ▲ 2543                                                         | ▲ 3367                                                         | ▲ 3913                                                         | ▲ 4460                                                         | ▲ 5028                                                         | ▲ 5524                                                         | ▲ 6196                                                         |

- — включая магазины торговой сети «Копейка».

## Логотип

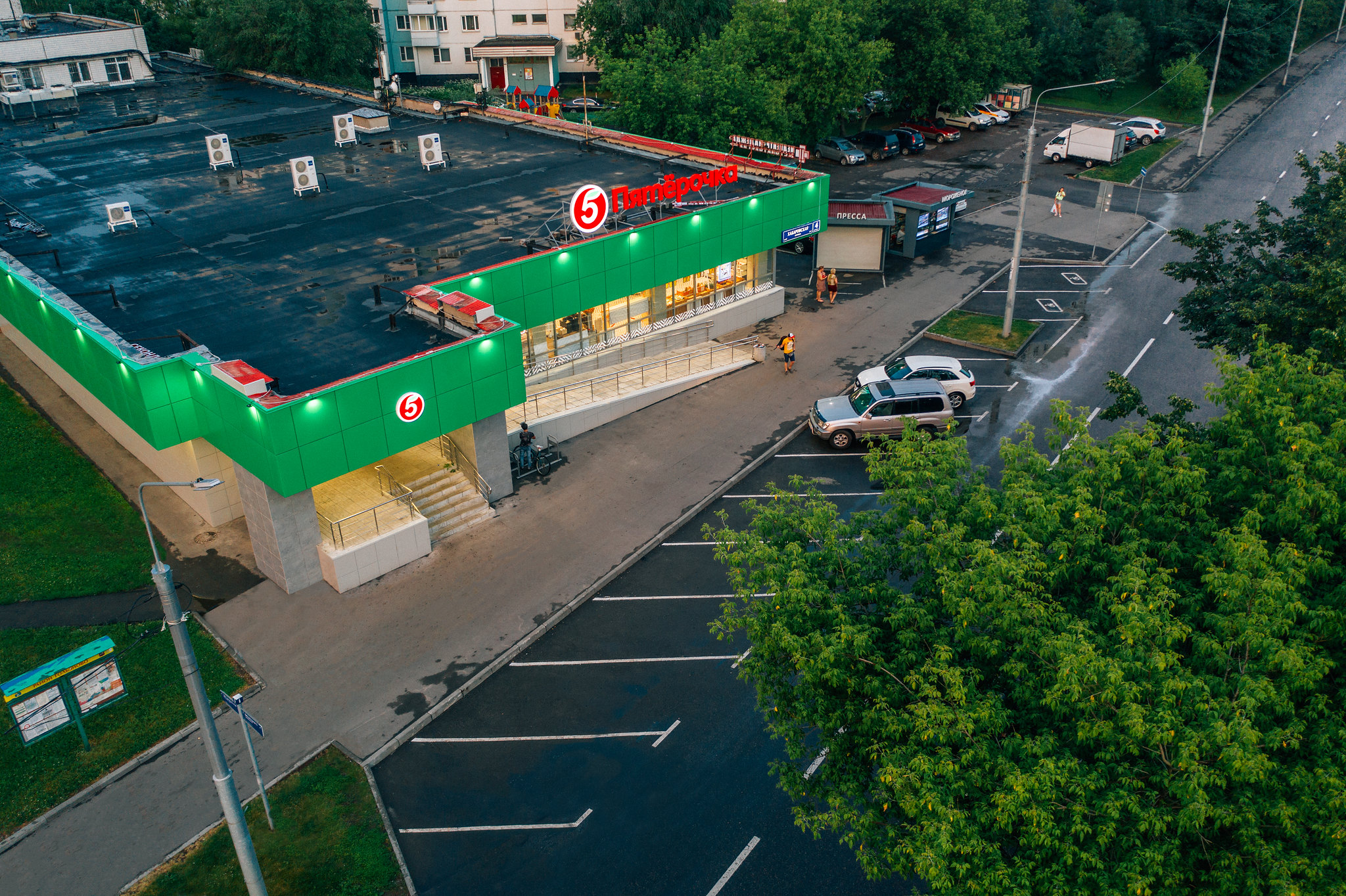
Один из магазинов в Москве

В 1999—2010 годах логотип представлял собой красную цифру «5» в красном кольце со словом справа «Пятёрочка» красными буквами.
В 2010—2013 годах логотип претерпел небольшие изменения, буква «П» стала заглавной, точки над буквой «ё» приравнены к дуге, видоизменена цифра «5» с кольцом.
В 2013 году в рамках программы обновления сети проведён ребрендинг, на новом логотипе изображено стилизованное яблоко с зелёным листом с целью символизировать свежесть продукции.
В 2020 году проведён ребрендинг, цифра «5» стала полностью заключена в круг, изменён её шрифт. В слове «Пятёрочка» исчезла дуга, шедшая от буквы «П» к букве «ё» и изменён шрифт.
В начале 2023 года компания вернула слоган «Пятёрочка выручает!», под которым работала с 2015 по 2021 год.

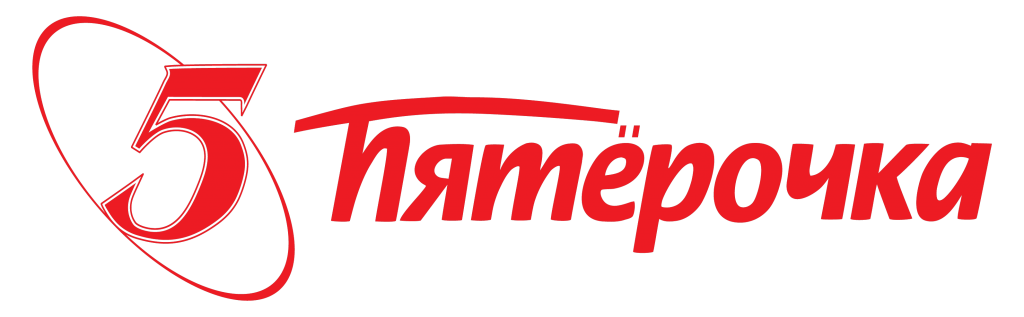
Логотип с 1998 по 2010 год.
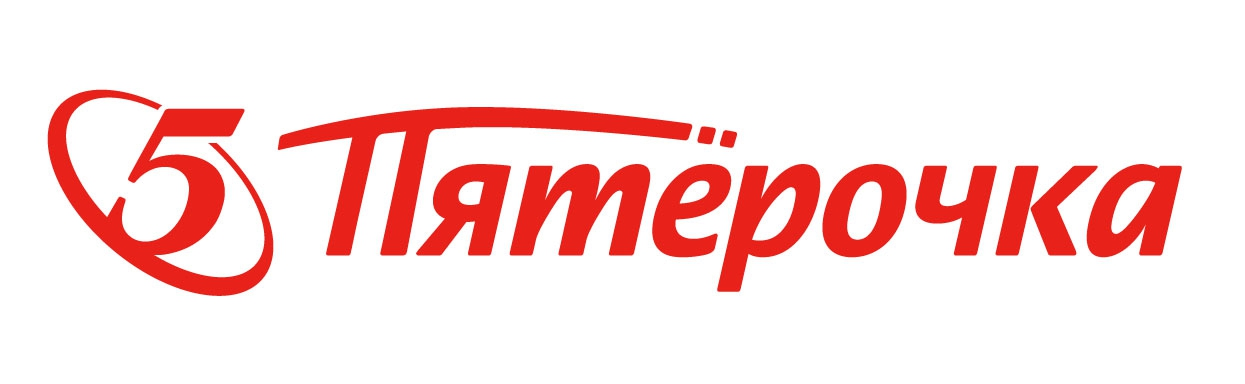
Логотип с 2010 по 2013 год.
Логотип с 2013 по 2020 год.
Логотип с 2020 года.